# Cuhureștii de Jos
 (juillet 2021).
Pour les articles homonymes, voir Jos (homonymie).
Cuhureștii de Jos est une commune du district de Florești, en Moldavie, près de la frontière avec l'Ukraine . Elle est composée de deux villages, Cuhureștii de Jos et Țipordei. Elle compte une population de 1 938 habitants en 2014.

## Personnalités notables
- Iustin Frățiman (en)